# Hookeria commutata
Hookeria commutata är en bladmossart som beskrevs av Jean Édouard Gabriel Narcisse Paris 1896. Hookeria commutata ingår i släktet Hookeria och familjen Hookeriaceae. Inga underarter finns listade i Catalogue of Life.